# Vilém Ryba
Vilém Ryba (2. září 1849 Kralupy nad Vltavou – 18. srpna 1907 Planá nad Lužnicí) byl český novinář a politik, za Rakouska-Uherska na počátku 20. století poslanec Říšské rady.

## Biografie
Působil jako redaktor, politický publicista a politik. Již jako student se účastnil politického života. V roce 1868 bylo proti němu zavedeno stíhání a dočasně odešel do Francie, kde spolu s Josefem Václavem Fričem vydával Korrespondenci. Později pobýval v Berlíně, kde byl redaktorem několika listů. Studoval na filozofické fakultě a získal titul doktora filozofie. Roku 1876 se vrátil do Prahy. Nastoupil do redakce deníku Národní listy. Zde působil po 31 let. Na přelomu 70. a 80. let se zabýval studentským hnutí a udržoval kontakty se studentskými předáky. Byl vyšetřován v souvislosti s tzv. chuchelskou řeží (nacionalistické česko-německé nepokoje). Profiloval se jako fejetonista.
Na počátku století se zapojil i do celostátní politiky za mladočeskou stranu. Ve volbách do Říšské rady roku 1901 získal mandát na Říšské radě za městskou kurii, obvod Třeboň, Jindřichův Hradec, Soběslav. K roku 1907 se profesně uvádí jako redaktor.
Zemřel v srpnu 1907 po delší vážné nemoci. V posledních dvou letech před smrtí trpěl ledvinovým onemocněním, ke které se přidala i srdeční choroba. Zotavoval se ve své vile v Plané nad Lužnicí, kde se jeho stav později zhoršil, upadl do bezvědomí a zemřel.